# Thylakogaster peterpauli
Thylakogaster peterpauli is een pissebed uit de familie Haplomunnidae. De wetenschappelijke naam van de soort is voor het eerst geldig gepubliceerd in 1974 door George D.F. Wilson & Robert Raymond Hessler.